# Faglærer
En faglærer (kvinde: faglærerinde) er en faguddannet person, som underviser på en teknisk skole eller et AMU-center. Ved ansættelsen skal faglæreren skal have faglig kompetence på et niveau over det fag, hun/han underviser i. Det vil normalt sige, at man skal være teknologuddannet oven i sin faglige grunduddannelse.
I løbet af de første to år efter ansættelsen skal en ny faglærer desuden gennemgå en Pædagogisk Diplomuddannelse, som består af 60 ects point
Faglærernes løn følger folkeskolelærernes lønsats med et fagtillæg på lidt under 1.000 kr pr. måned. Til gengæld har faglæreren de samme arbejdsbetingelser, som gælder på arbejdsmarkedet: årligt antal arbejdstimer, ferie osv. er ganske de samme.
En faglærer i folkeskolen var i tidligere tid en folkeskolelærer, der havde taget en supplerende uddannelse i et fag med henblik på undervisning i mellem- og realskoleafdelingen. Denne faglæreruddannelse er senere blevet erstattet af uddannelsen i linjefag fra et seminarium. En faglærer kunne også være en faguddannet person, som varetog særlige fag i folkeskolen, såsom husgerning (også kaldet skolekøkken, senere hjemkundskab og nu madkundskab) eller motorlære.